# Kruk wielkodzioby
Kruk wielkodzioby (Corvus albicollis) – gatunek dużego ptaka z rodziny krukowatych (Corvidae), zamieszkujący wschodnią i południową Afrykę. Nie wyróżnia się podgatunków. Nie jest zagrożony.

## Charakterystyka
Nieco mniejszy (50–54 cm długości) niż kruk (Corvus corax), ale najbliżej spokrewniony z krukiem grubodziobym (C. crassirostris). Ma dużo krótszy ogon i głębszy dziób z białą końcówką, który jest mocno zagięty (prawie tak jak u kruka grubodziobego). Choć ma w przeważającej części czarne upierzenie, gardło, pierś i szyja są ciemnobrązowe, ze słabym fioletowym połyskiem. W dolnej części szyi w okolicach karku zobaczyć można duże białe pole.
Często nazywa się go krukiem z bólem gardła (chrypką). Wynika to z tego, że odgłosy zbliżone do dźwięków wydawanych przez kruka Corvus corax mają bardziej ochrypły ton. Rechot również jest zbliżony do wykonania kruka (C. corax), ale posiada też bardziej szepczące ozdobniki.

## Występowanie

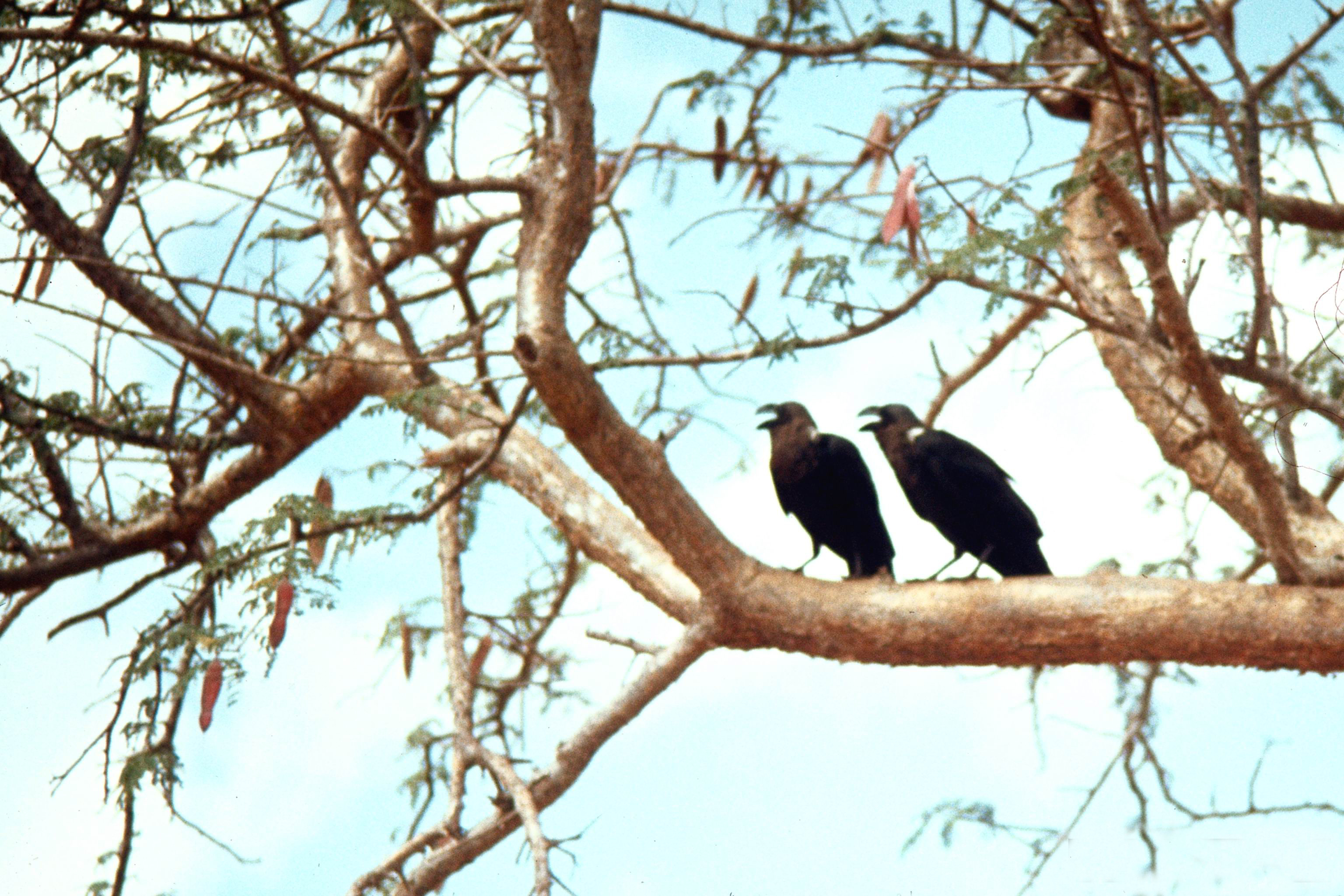
Para kruków wielkodziobych

Spotyka się go we wschodniej i południowej Afryce w otwartych górskich krajobrazach. Dość często widywany w małych miastach i na wsiach, pod warunkiem, że znajdują się na górzystym lub pagórkowatym terenie, gdzie mogą znaleźć dla siebie w pobliżu schronienie i miejsca gniazdowe.

## Pożywienie
Większą część pokarmu znajduje na ziemi, choć może go też zdobywać na drzewach. Widziano przypadki, kiedy upuszczał żółwie z dużych wysokości, tak by upadły na twarde podłoże, zwłaszcza skały. Zaraz po uderzeniu skorupy gada o ziemię ptaki nurkowały za nim, aby go zjeść lub powtarzały nawet tę czynność, gdy skorupa niewystarczająco popękała. Kruki wielkodziobe z chęcią zbierają padlinę, która jest pozostałością po wypadkach drogowych, w których ucierpiały różne gatunki zwierząt.

Owoce, ziarna zbóż, owady, małe gady, orzechy ziemne i ludzkie pożywienie to chętnie zjadane elementy diety tego kruka. Gdy ze strony człowieka nie doświadcza prześladowania, żeruje na podwórkach i w ogrodach bez ukrywania się przed nim.

## Okres lęgowy
Gniazda kruków wielkodziobych znajdują się najczęściej na półkach skalnych na klifach, ale wyjątkowo znaleźć je można na drzewie. Samica składa przeważnie 3–5 jaj.

## Status
IUCN uznaje kruka wielkodziobego za gatunek najmniejszej troski (LC, Least Concern) nieprzerwanie od 1988 roku. Liczebność populacji nie została oszacowana, ale ptak ten opisywany jest jako zazwyczaj rzadki, choć lokalnie pospolity. Trend liczebności populacji oceniany jest jako spadkowy.